# Xavier Roura Cuadros
Xavier Roura Cuadros (Barcellona, 27 novembre 1969) è un allenatore di calcio ed ex calciatore spagnolo, di ruolo centrocampista.

## Carriera

### Giocatore
Ha giocato nell'Espanyol. Nella stagione 2001-2002 ha giocato ad Andorra nel Santa Coloma, con cui ha disputato 2 partite in Coppa UEFA.

### Allenatore
Durante la sua gestione nel Santa Coloma, ha vinto una Primera Divisió, prima di essere sostituito da Luis Blanco.
Ha anche allenato il Lusitans, sempre nella massima serie andorrana; nei suoi quindici anni di permanenza nel Paese pirenaico, ha vinto in totale 14 trofei (4 campionati, 6 coppe nazionali e 4 supercoppe); nel corso dei suoi anni ad Andorra ha ottenuto vari risultati storici per le squadre andorrane nelle coppe europee, tra i quali figurano i tre gol segnati nel primo turno preliminare di Champions League dal Santa Coloma sul campo del Birkirkara il 4 luglio 2010 (prima volta nella storia in cui una squadra andorrana segna tre reti in trasferta in una competizione europea) e la vittoria casalinga per 1-0 contro il Maccabi Tel Aviv nei turni preliminari di Coppa UEFA 2008-2009 (prima vittoria di una squadra andorrana in una competizione europea) Nel corso della sua permanenza ad Andorra ha inoltre anche allenato la Nazionale Under-17 locale.
Dal 4 febbraio 2016 allena lo Sportivo San Lorenzo, squadra della seconda divisione paraguayana. Dal 4 giugno 2016 allena lo Fulgencio Yegros della città Ñemby, squadra della seconda divisione paraguayana e poi è stato nominato a guidare il Club River Plate, squadra della prima divisione paraguayana. È stato rimosso dal suo incarico a causa delle differenze con i direttori del Club River Plate.

## Palmarès

### Allenatore

#### Club

##### Competizioni nazionali
- Primera Divisió: 5

Santa Coloma: 2003-2004, 2007-2008, 2009-2010, 2010-2011
- Copa Constitució: 5

Santa Coloma: 2002-2003, 2003-2004, 2004-2005, 2005-2006, 2006-2007
- Supercoppa d'Andorra: 4

Santa Coloma: 2003, 2005, 2007, 2008